# Заключената стая
„Заключената стая“ (на английски: The Adventure of the Sealed Room) е разказ на писателите Адриан Конан Дойл и Джон Диксън Кар за известния детектив Шерлок Холмс. Включен е в сборника с разкази „Подвизите на Шерлок Холмс“ (The Exploits of Sherlock Holmes) публикуван през 1954 г.

## Сюжет
Внимание:  Текстът по-долу разкрива сюжета на произведението (или части от него)!
В дома на Уотсън идва младата девойка Кора Мъри, приятелка на съпругата му. Тя моли Уотсън да я срещне с Шерлок Холмс, за да разреши великият детектив една трагична история. В къщата, където живее госпожица Мъри, е станало убийство и самоубийство. Собственикът на къщата полковник Уорбъртън се е заключил със съпругата си Елинор в стаята, след това е стрелял в нея, а после и в себе си. Полицията предполага, че полковникът е направил това в резултат на пристъп на лудост. Обаче Кора Мъри категорично отрича тази версия.
Заинтересованият Холмс подробно разпитва г-жа Мъри за това, което се е случило. В тази трагична вечер на гости при полковника са били неговите колегите от армията, майор Ърншоу и капитан Джак Лейшер, племенник на полковника. Внезапно г-жа Уорбъртън предлага на мъжа си да говори с нея насаме. Те отиват в стаята, където полковникът пази колекцията си от индийски сувенири. Майор Ърншоу предлага на капитан Лейшер и на госпожица Мъри да играят на карти. Скоро капитан Лейшер излиза от стаята, за да си вземе вино, а майорът отива за тютюн. Останала сама, госпожица Мъри изведнъж чува два изстрела. Всички се втурват към стаята, където се намират полковник Уорбъртън и съпругата му, опитват се да отворят вратата, но тя е заключена. Тогава капитан Лейшер побягва на улицата и с камък разбива прозореца на заключената стая. На пода са открити мъртвия полковник Уорбъртън и смъртоносно ранената му съпруга. В ръцете на полковника е лежал револвер.
Холмс и Уотсън веднага отиват на мястото на инцидента. Там Холмс среща младия полицейски инспектор Макдоналд, който неохотно се съгласява на помощта на Холмс. Холмс се оглежда стаята, където е извършено убийството и особено внимание обръща на парченцата от стъклото разбито от капитан Лейшер. Майор Ърншоу и капитан Лейшер предполагат, че трагедията е настъпила поради пристъп на лудост на полковника. Но Холмс уверено заявява, че тук е станало умишлено убийство, и че утре той ще събере парчетата от стъклото и ще докаже своята теория. Едновременно Холмс намеква на инспектор Макдоналд, че иска да се срещне с него вечерта в неформална обстановка.
Вечерта Холмс предлага на Макдоналд и Уотсън да направят засада в дома на полковник Уорбъртън, в същата стая. През нощта, през счупения прозорец, в стаята влиза непознат. След отчаяна борба мъжът е задържан и се оказва капитан Джак Лейшер. Холмс го обвинява за убийството на полковник Уорбъртън и съпругата му.
По-късно Холмс обяснява на Уотсън логиката на разследването си. Първо, след влизането си веднага след убийството в заключената стая, г-жа Мъри е подушила дима от пурата на полковника, а не миризмата на барут. Следователно, изстрелите са произведени извън, а не вътре в помещението. Второ, Холмс обръща внимание, че капитан Лейшер е разбил далечния прозорец на стаята, а не този, който се е намирал в непосредствена близост до него. И Холмс предполага, че капитанът иска да скрие нещо.
Тогава на Холмс му става ясно как се е станало престъплението. Лейшер убива полковника и съпругата му с два изстрела през прозореца, а после разбива с камък именно това счупено стъкло. Тъй като капитанът е влязъл първи в стаята, той незабелязано е поставил револвер в ръката си убития Уорбъртън. Обявявайки на всички, че се кани да направи от счупеното стъкло „важна улика“, Холмс провокира убиеца да дойде отново на местопрестъплението, за да унищожи всички следи.
Мотив за това престъпление става отрицателното отношение на жената на полковника към Лейшер. Капитанът се е опасявал, че под влиянието на Елинор чичо му Уорбъртън може да го лиши от наследство. Затова Лейшер е решил едновременно да премахне опасния за себе си човек и веднага да получи наследството на убития полковник.

## Интересни факти
Основа за написването на разказа е споменаването на случая в разказ на Артър Конан Дойл „Палецът на инженера“. 
| „ | От всички разследвания, с които се е занимавал моят приятел Шерлок Холмс по време на познанството ни, само две бяха започнати по мой почин: случаите с палеца на господин Хетърли и с лудостта на полковник Уорбъртън. Вторият предоставя благодатно поле за наблюдение, ... | “ |